# USS Radford (DD-446)
USS Radford (DD-446) – amerykański niszczyciel typu Fletcher, nazwany od kontradmirała Williama Radforda, walczył w czasie II wojny światowej, wojny koreańskiej i wojny w Wietnamie.

## Historia
Stępkę okrętu położono w stoczni Federal Shipbuilding and Dry Dock Company w Kearny (stan New Jersey) 2 października 1941. Kadłub wodowano 3 maja 1942, matką chrzestną była pani Francois E. Matthes, a niszczyciel włączono do służby 22 lipca 1942.
"Radford" uczestniczył w bitwie pod Kolombangarą i bitwie w zatoce Kula, angażując się w działania przeciwko japońskim konwojom Tokyo Express. Otrzymał Presidential Unit Citation od prezydenta amerykańskiego za uratowanie 468 marynarzy z zatopionego krążownika USS "Helena" zaatakowanego i zatopionego 25 listopada 1943 przez japoński okręt podwodny I-40. Niszczyciel został uszkodzony przez japońską minę podczas wspierania odbijania Luzonu w grudniu 1944 i otrzymał Presidential Unit Citation od rządu filipińskiego. Wycofany ze służby 17 stycznia 1946 i umieszczony w rezerwie w San Francisco.
Niszczyciel przeszedł modernizację (FRAM I) i został ponownie włączony do służby 17 października 1949, operował w składzie amerykańskiej 7 Floty w ramach sił Narodów Zjednoczonych podczas wojny koreańskiej. "Radford" służył na Zachodnim Wybrzeżu USA i na wodach hawajskich. Przeszedł dużą modernizację w ramach programu FRAM II w stoczni Pearl Harbor Navy Yard w 1960.
3 marca 1965 "Radford" wraz z innymi jednostkami 252 Dywizjonu Niszczycieli opuścił Pearl Harbor, aby wzmocnić siły niszczycieli na obszarze Morza Południowochińskiego. W październiku i grudniu służył jako rezerwowy okręt w programie Gemini (z zadaniem podniesienia statku kosmicznego). Uczestniczył także w operacjach Sea Dragon i Market Time, patrolował morze w ramach SAR oraz brał udział w misjach wspierania ogniem artyleryjskim jednostek nabrzeżnych podczas wojny w Wietnamie w latach 1965 - 1969.
Jego 11 tura w ramach sił Zachodniego Pacyfiku rozpoczęła się 5 lipca 1966. Podczas tego okresu uczestniczył w operacjach ZOP, eskortował lotniskowce w Zatoce Tonkińskiej, odbył 2 tury w ramach wspierania ogniem artyleryjskim, odbył patrol w pobliżu Tajwanu, służył jako wysunięta pikieta jednostek 7 Floty, wspierał także jednostki wsparcia prezydenta Johnsona podczas tury w południowo-wschodniej Azji. 252 Dywizjon Niszczycieli wrócił do Pearl Harbour 16 grudnia 1966.
"Radford" został wycofany ze służby w San Francisco i skreślony z rejestru okrętów 10 listopada 1969. Został sprzedany na złom w październiku 1970.
Niszczyciel otrzymał 12 odznaczeń battle star za służbę w II wojnie światowej, 5 battle star za udział w wojnie koreańskiej, 4 za wojnę w Wietnamie i Armed Forces Expeditionary Medal.

## Uzbrojenie
- Po zbudowaniu
  - 5 dział kalibru 127 mm
  - 10 dział przeciwlotniczych kalibru 40 mm (Bofors)
  - 7 - 10 dział przeciwlotniczych kalibru 20 mm (Oerlikon)
  - 10 wyrzutni torpedowych 533 mm (2×5)
  - 6 miotacze bomb głębinowych
  - 2 zrzutnie bomb głębinowych
- Po przejściu modernizacji FRAM II
  - 2 działa 127 mm
  - 1 wyrzutnia Mark 108 rakietotorped ZOP
  - 6 wyrzutni torped Mark 44
  - 2 moździerze Hedgehog
  - 2 wyrzutnie torped Mark 14 kalibru 533 mm
  - 2 karabiny maszynowe M2